# Black Light Burns
Black Light Burns (BLB) ist eine von Wes Borland, dem Gitarristen von Limp Bizkit, initiierte US-amerikanische Rockband. Die Gruppe bestand zunächst neben Borland aus Danny Lohner (Nine Inch Nails), Josh Eustis (Telefon Tel Aviv) und Josh Freese (u. a. The Vandals, A Perfect Circle) und galt als Supergroup.
Ähnlich wie bei den Nine Inch Nails gab es ein Studio- und ein Live-Line-up, da die Band für die anderen Mitglieder ein Nebenprojekt war. Mittlerweile existiert nur noch eine Formation, Lohner, Freese und Eustis werden nicht mehr als Bandmitglieder geführt.

## Bandgeschichte
Nach diversen Seitenprojekten (Big Dumb Face, Eat the Day, The Damning Well) entschloss sich Wes Borland Ende 2003, eine Instrumentalplatte mit seinem Freund Danny Lohner aufzunehmen. Dieses Projekt sollte sich in eine richtige Band umwandeln, als mit Josh Eustis und Josh Freese weitere Musiker mit eingebunden wurden. Borland nahm Gesangsunterricht und fing an, Texte für sein bisher aufgenommenes Material zu schreiben. Es sammelte sich immer mehr Material an und in kurzer Zeit wurden immer mehr Songs geschrieben und aufgenommen. Die Aufnahmen wurden allerdings immer wieder durch den Wiedereinstieg bei Limp Bizkit unterbrochen. Im Frühling 2005 schließlich kehrt Borland Limp Bizkit bis Anfang 2009 den Rücken und macht Black Light Burns zu seinem Hauptprojekt.
Nach diversen Problemen mit dem damaligen Label Geffen Records unterzeichnete man Anfang 2007 einen Vertrag bei Ross Robinsons neu gegründetem Label I AM: Wolfpack. Das Debütalbum Cruel Melody wurde im Juni 2007 veröffentlicht, die erste Single Lie schon im März 2007. Für den Sommer 2008 wurde eine Festivaltour durch Europa sowie eine Tour in Nordamerika bereits angekündigt.
In einem (inzwischen gelöschten) Blogeintrag auf der offiziellen MySpace-Seite von Black Light Burns gab er bekannt, dass alles andere außer Black Light Burns Nebenprojekte seien und Black Light Burns seine Hauptband sei. Dies wird jedoch durch eine gemeinsame Erklärung mit Limp-Bizkit-Frontmann Fred Durst infrage gestellt, in welcher die beiden konstatieren, dass sie nirgendwo sonst so eine kraftvolle und einzigartige Energie gefunden haben wie bei Limp Bizkit. Dies sei der Grund, warum Limp Bizkit zurück sind.
Das Album The Moment You Realize You’re Going To Fall stieg auf Platz 20 der Heatseeker Charts ein.

## Gastmusiker
- Sonny Moore (Skrillex, Ex-Sänger von From First to Last) – Gesang für den Song Coward
- Carina Round – Gesang für den Song Cruel Melody
- Sam Rivers (Bassist von Limp Bizkit) – Bass für den Song I Have a Need
- Johnette Napolitano (Concrete Blonde) – Gesang für den Song I Am Where It Takes Me

## Diskografie

### Studioalben
- 5. Juni 2007: Cruel Melody (USA, I AM: Wolfpack)
- 10. August 2012: The Moment You Realize You’re Going To Fall (USA, Sony Music)
- 25. Januar 2013: Lotus Island (USA, Sony Music)

### Kompilationen
- 5. August 2008: Cover Your Heart – inklusive Bonus-DVD The Anvil Pants Odyssey (USA, I AM: Wolfpack)

### Singles
- 20. März 2007: Lie (I AM: Wolfpack)